# Saint-Martial (Charente)
Saint-Martial is een gemeente in het Franse departement Charente (regio Nouvelle-Aquitaine) en telt 156 inwoners (2004). De plaats maakt deel uit van het arrondissement Angoulême.

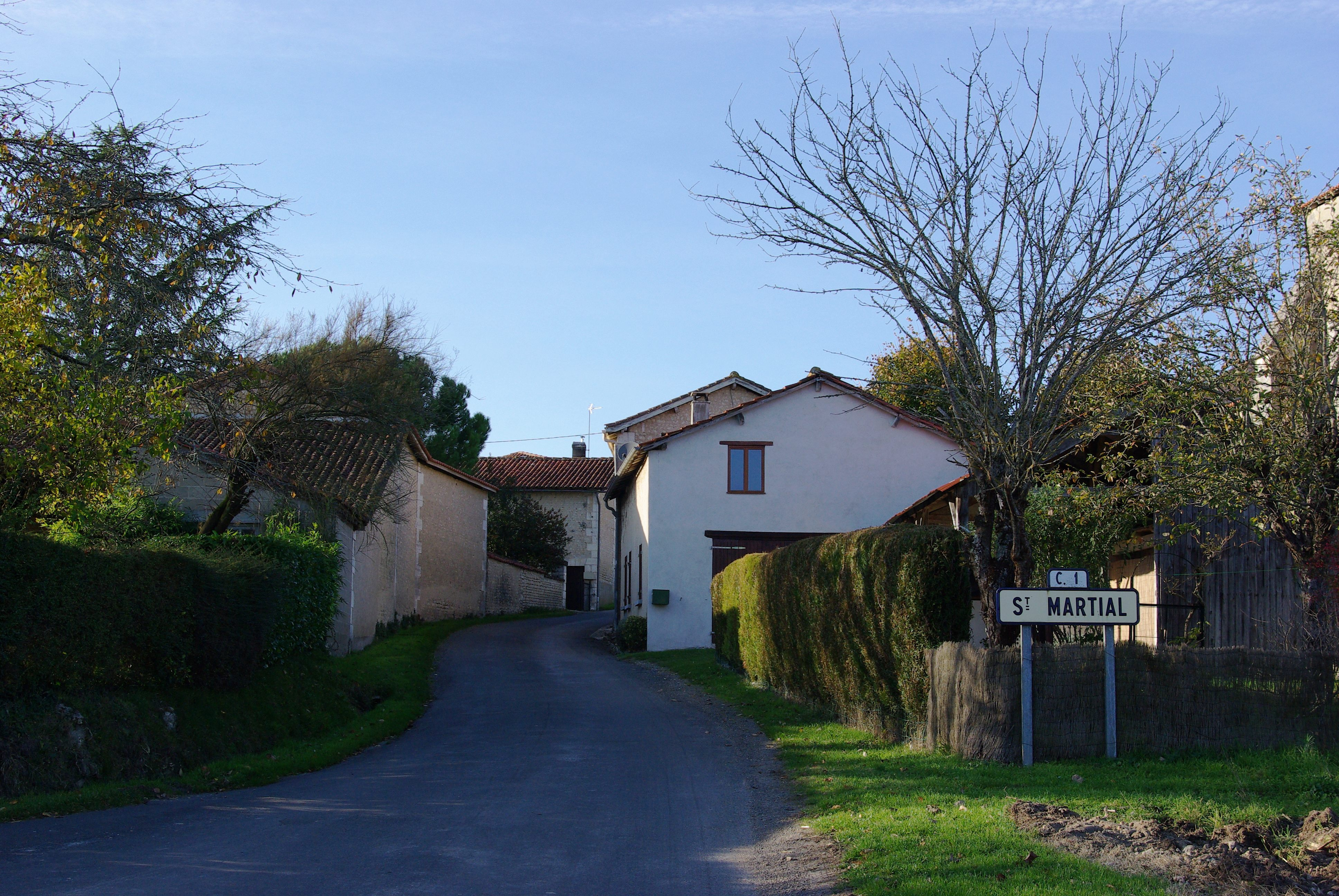

## Geografie
De oppervlakte van Saint-Martial bedraagt 9,1 km², de bevolkingsdichtheid is 17,1 inwoners per km².
De onderstaande kaart toont de ligging van Saint-Martial (Charente) met de belangrijkste infrastructuur en aangrenzende gemeenten.

## Demografie
Onderstaande figuur toont het verloop van het inwonertal (bron: INSEE-tellingen).

1. ↑  Populations de référence 2022.